# Franco Facchinetti
Franco Facchinetti (27 giugno 1967) è un ex cestista e allenatore di pallacanestro svizzero.

## Palmarès

### Giocatore
- Campionato svizzero: 3

Bellinzona: 1992-93, 1993-94, 1994-95
- Coppa di Svizzera: 3

Bellinzona: 1992-93, 1993-94, 1994-95